# 메이지 신궁
메이지 신궁(일본어: 明治神宮 메이지진구[*])는 일본 도쿄도 시부야구에 위치한 신사로 메이지 천황과 그의 아내 쇼켄 황태후의 영혼을 봉헌한 곳이다. 1912년 메이지 천황이, 1914년에 쇼켄 황태후가 각각 사망하자 일본의 국내 여론은 격동의 일본 근대사의 상징인 두 인물을 배향하기를 바랐다. 이러한 이유로 메이지 신궁이 건설되었고 1920년 11월 1일에 안치되었다.

## 신궁 단지
메이지 신궁은 70만 평방미터의 숲에 위치해 있다. 이 지역은 일본 전역에서 신사를 세우기 위해 기증된 365종의 12만 개의 나무로 이루어진 상록림이 덮고 있다. 숲은 영혼을 모셔놓은 장소이자 도쿄 중심의 휴식처로써 많은 사람들이 방문한다. 신궁은 크게 두 부분으로 구성된다.

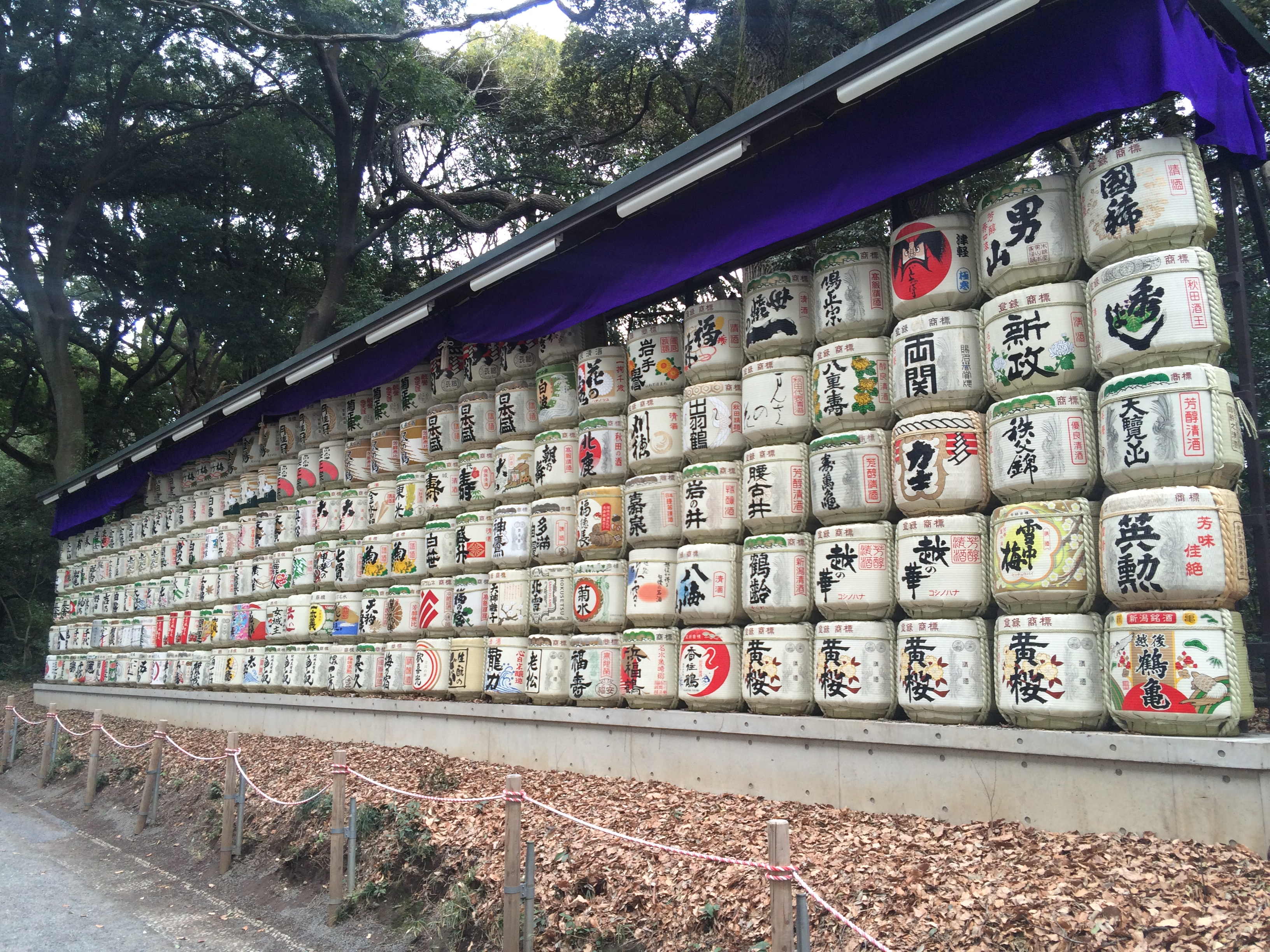
메이지 신사의 술통

### 나이엔
나이엔은 신궁의 내부이자 중심으로 천황과 황후의 유품을 모아놓은 박물관이 있다. 유품 박물관은 아제쿠라주키 스타일로 세워졌다.

### 가이엔
가이엔은 신궁의 외부로 천황과 황후의 삶을 그린 80개의 벽화를 소장한 메이지 기념 미술관이 있다. 또한 국립 경기장을 포함한 다양한 스포츠 시설들이 있다. 또한 원래는 회의의 장소로 19세기 후반에 메이지 헌법 초안과 관련된 토론이 있었던 메이지 기념관이 있다. 오늘날 이곳은 신토 결혼식을 위해 사용된다.

## 역사

### 창건

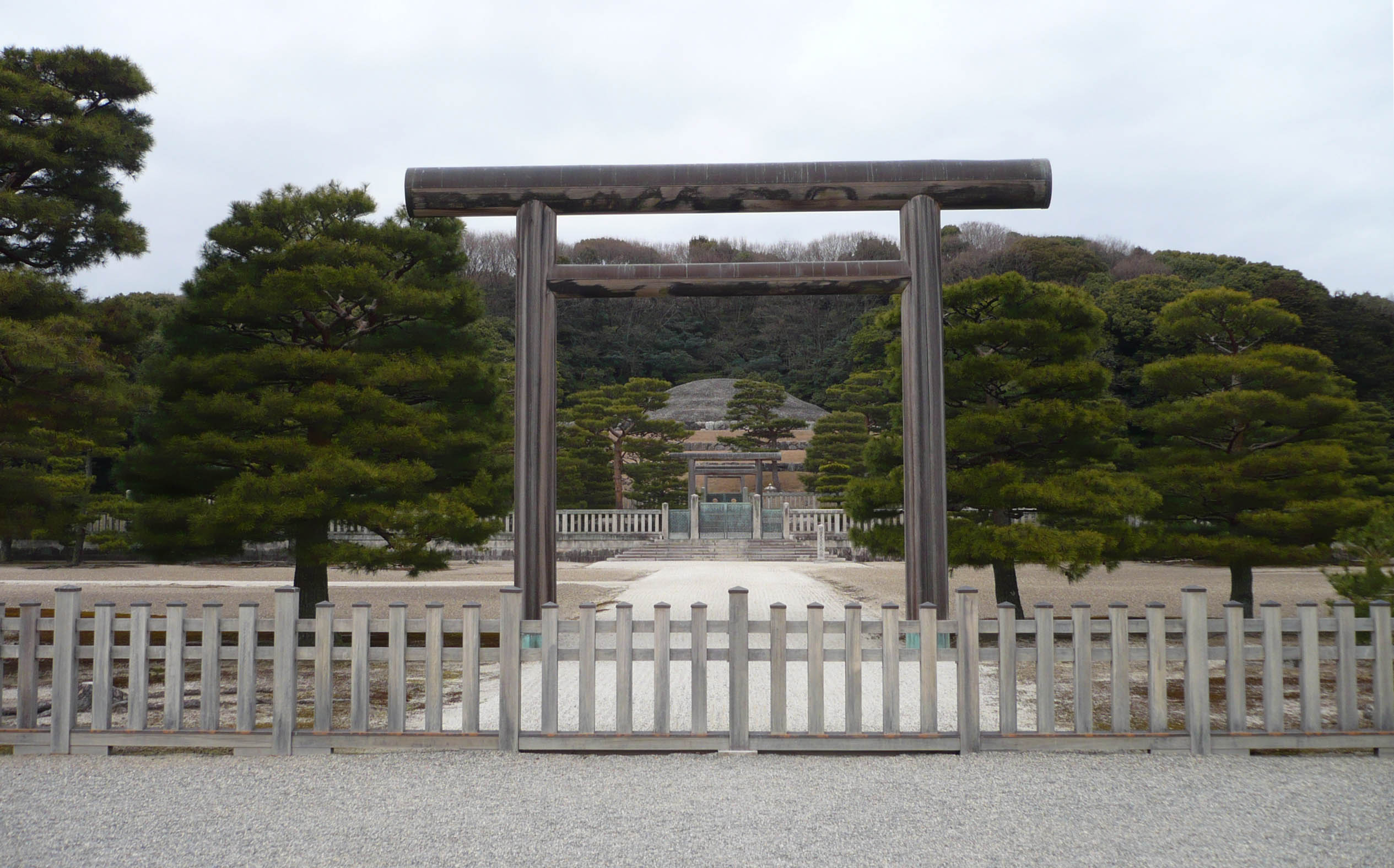
메이지 천황의 능묘인 후시미모모야마릉.

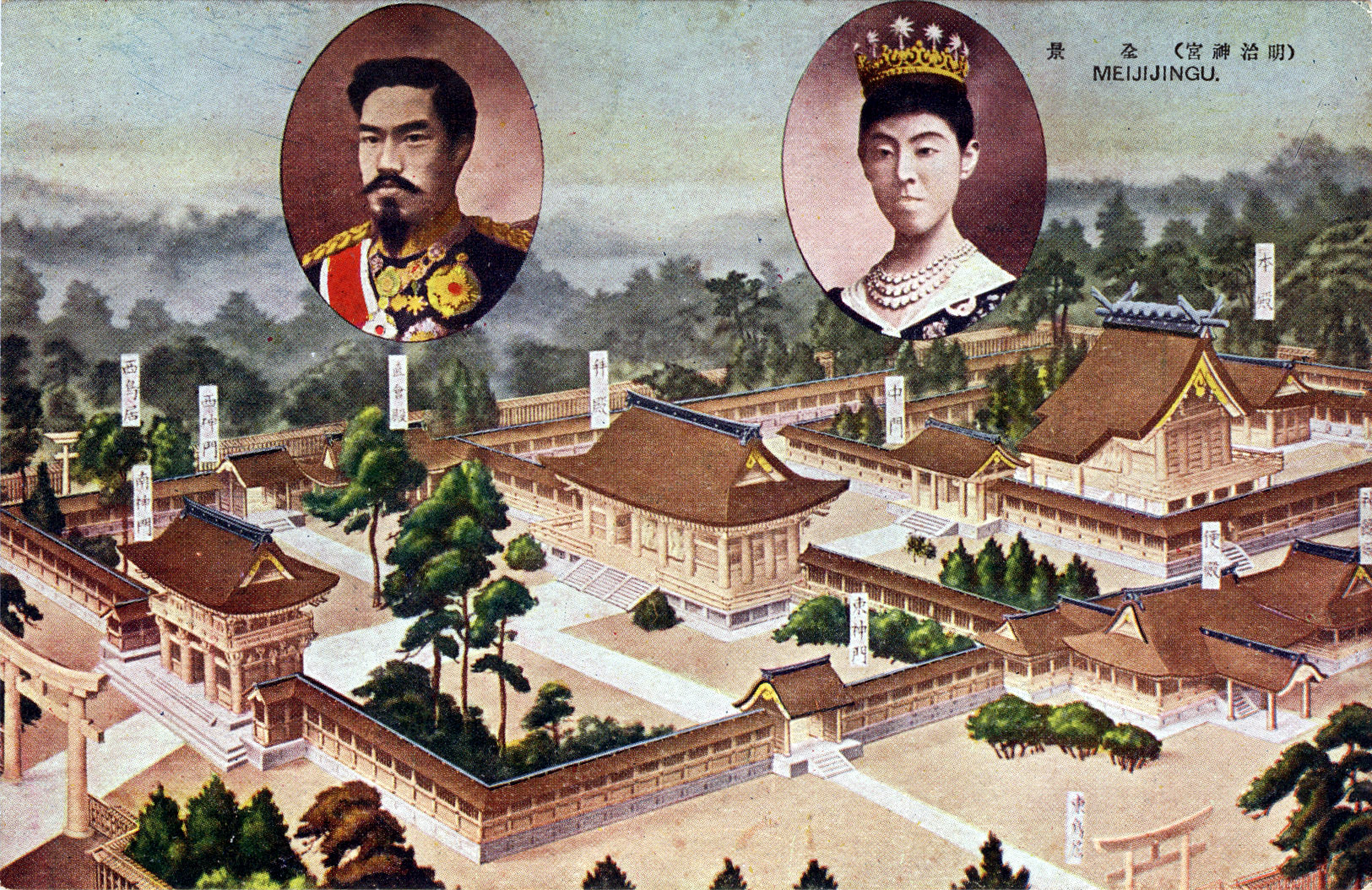
메이지 천황과 쇼켄 황태후의 메이지 신궁을 묘사한 그림. 1926년 제작.

73헥타르(약 22만 평)에 달하는 영역은, 에도 시대 초기에 히고번주 가토 가문의 별저였고, 간에이 17년(1640년)부터 히코네번주 이이 가문의 에도 번저로 사용되었다. 이 땅은 1874년(메이지 7년), 이이 가문에서 메이지 정부로 매입되어 미나미토시마군의 어료지(御料地)로 지정되었다.
1912년(메이지 45년), 메이지 천황 사망 당시 천황의 붕어와 관련된 법률은 아직 정비되지 않았으며, 입헌군주제 하에서 천황의 붕어 이후 세부 절차에 대한 규정이 명확하지 않았다. 메이지 천황이 수도로 정한 도쿄시에서는 몇 년 후 다가오는 즉위 50주년 기념 행사를 준비 중이었으며, 천황 붕어 직후, 이를 기념하기 위한 시설을 도쿄에 건립하자는 구상이 잇따라 제기되었다. 천황릉은 메이지 천황의 유언에 따라 교토의 후시미모모야마릉에 조성되기로 결정되었으나 기념시설을 도쿄에 세우려는 움직임은 계속되었으며, 그중 하나로 메이지 천황을 모시는 신사를 건립하자는 의견이 나왔다.
당시 다수의 의견은 동상, 기념비, 미술관 등 메이지 천황을 "기념"하는 시설을 제안했으나, 신사 건립은 단순 기념을 넘어 국민이 천황에게 가지는 존경심을 더한 것으로 여겨졌다. 이 시기에는 종교학에서 신토와 종교의 관계성이 논의되고 있었으며, 신토의 숭경(崇敬) 개념이 국민과 천황의 관계와 연결된다는 인식이 형성되었다.
메이지 천황 붕어 직후인 다이쇼 원년(1912년) 8월 12일, 실업가 시부사와 에이이치와 도쿄시장 사카타니 요시로 등의 유력 인사들로 구성된 유지 위원회가 조직되었으며, 신궁 창설의 구체안을 담은 각서가 발표되었다. 그 주요 내용은 다음과 같다.
1. 신궁은 내원(内苑)과 외원(外苑)으로 구성된다.
2. 내원은 국비로 정부가, 외원은 헌금으로 봉찬회가 각각 조성한다.
3. 내원은 요요기 어료지에, 외원은 아오야마 연병장에 조성한다.
4. 외원에는 기념 궁전, 진열관, 임천(林泉, 정원)을 건설한다.

이 중 외원은 종교 시설을 두지 않고 공원으로 조성된다는 점에서 기존 신사와는 차별화된 구상이었다. 외원은 기념 시설을 포괄하는 역할을 하도록 계획되었으며, 이는 메이지 신궁 외원으로 구체화되었다.
1912년 당시, 요요기 어료지(代代木御料地)와 아오야마 연병장(青山練兵場)은 일본대박람회 개최 예정지로 구체적인 파빌리온 계획이 진행되고 있었다. 그러나 재정 문제로 박람회가 중단되면서, 이 지역을 메이지 신궁 건설에 활용하자는 아이디어가 사카타니 요시로 등 위원회의 구상에 포함되었을 가능성이 제기되었다.
이와 동시에, 간토 지역을 포함한 여러 지방 자치단체에서 신사 설립을 요구하는 청원이 이어졌다. 청원지는 동쪽의 구니미산(国見山)부터 서쪽의 후지산까지 약 20여 곳에 달했다. 이들은 과거 천황이 행차한 적이 있는 "유서(由緒)"와, 지역의 청정함과 풍치를 강조하며 신사 설립의 적합성을 주장하였다. 또한, 메이지 천황을 한 곳이 아닌 여러 장소에 걸쳐 모시는 방안도 논의되었다. 그러나 내지에서 천황을 모시는 관국폐사(官国幣社)는 하나의 제신(祭神)에 대해 한 곳만 설립한다는 관례에 따라 다수 설립안은 채택되지 않았다. 도쿄 이외 지역의 유치는 각 지자체나 도 단위의 제한된 수준에서 이루어졌으며, "수도"라는 상징적 이점을 가진 도쿄부(東京府)와의 경쟁에서 규모 면에서 열세였다.
위원회는 『각서』 완성 직후부터 사이온지 긴모치 내각 총리대신, 하라 다카시 내무대신, 와타나베 치아키 궁내대신 등 주요 인사들에게 반복적으로 청원을 진행했다. 1912년 9월 27일에는 공식적으로 제국의회에 청원서를 제출하였다. 다른 지역의 청원도 제출되었으나, 도쿄 추천안이 "유서"를 이유로 받아들여졌다. 1913년 2월 27일, 귀족원 본회의에서 채택된 후 내각에 송부되었으며, 중의원 본회의에서도 구체적인 지명은 명시하지 않은 채 신사 설립을 요구하는 건의가 3월 26일에 가결되었다.
1913년 8월 15일, 내무성은 '메이지 천황 봉사의 신궁 창설에 관한 건'을 각의에 제출하였고, 약 2개월 후인 10월 28일에 각의에서 결정되었다. 이후 11월 22일, 하라 내무대신이 다이쇼 천황에게 상주하고, 다음 날 구두로 재가를 받으면서 신사 설립이 사실상 내정되었다. 다만 신사의 명칭이나 위치 등 세부 사항이 정해지지 않아 공식 문서가 아닌 구두 재가로 처리되었다.
12월 20일, 내무대신 산하에 신사 봉사 조사회가 설치되었으며(칙령 제308호), 관민 각계의 유력자들이 신궁 설립에 관한 기본 사항을 논의하였다. 가장 큰 쟁점이었던 신사의 위치는, 1914년 1월 15일, 교코가 위치했던 "유서"를 이유로 도쿄로 결정되었다. 이어 2월 15일, 도쿄부 내 후보지 중 "풍치"를 이유로 요요기 어료지가 최종적으로 선정되었다.
1915년(다이쇼 4년) 5월 1일, 메이지 신궁의 창건이 다음과 같이 공표되었다.
— 메이지 신궁   제신   메이지 천황  쇼켄황태후

위치: 도쿄부 도요타마군 요요하타무라 대자 요요기

사격: 관폐대사(官幣大社)

다이쇼 4년 5월 1일

내무대신 자작 오우라 가네타케(子爵 大浦兼武)
 —  다이쇼 4년 내무성 공포 제30호
이 칙령 공포로 신사 봉사 조사회는 해체되었으며, 내무대신 소관으로 메이지 신궁 조영국이 설치되었다. 이는 이세 신궁의 식년 천궁(式年遷宮)을 담당하던 조신궁사청(造神宮使庁) 이후 정부 내에 신사 건설을 전담하는 기관이 설치된 첫 사례였다. 내원은 조영국이 직접 국비로 조성하고, 외원은 국민 기부금으로 봉찬회가 모금하고, 이를 바탕으로 조영국이 실무를 맡아 진행하기로 결정하였다.
메이지 신궁은 "국민의 신사"라는 이념 아래, 일본 전국과 식민지, 해외 거주 일본인들에게 기부가 요청되었다. 목표 금액은 다음과 같이 설정되었다.
- 내지(본토): 도도부현별로 450만 엔
- 외지(남사할린, 조선, 대만, 관동주): 20만 엔
- 재외 일본인: 25만 엔
- 합계: 495만 엔

결과적으로 목표 금액은 초과 달성되어 총 676만 엔이 모였으며, 이는 최종 필요 금액인 670만 엔을 충족하였다. 특히, 서민층의 기부가 보도되며 주목을 받았고, 관료들에게는 기부 기준 금액(총리: 100엔)이 제시되었다. 이후 지진제와 조성 작업이 이루어졌는데, 내원 지진제는 1915년 10월 7일, 외원 지진제는 1918년 6월 1일, 아오야마 연병장 중앙에서 거행되었다.

1919년(다이쇼 8년), 제1차 세계 대전 종전 후의 호황으로 인해 노동자 임금 상승과 노동력 부족 현상이 발생하였다. 이에 전국 청년단이 메이지 신궁 조영을 위한 근로 봉사를 시작하였다. 이는 "국민의 신사"라는 이념에 따라 청년단이 신궁 조성에 직접 참여한 사례로, 외원(外苑) 조성 작업에도 기여하였다. 외원 설비는 당초 계획된 육상 경기장 외에도 야구장, 스모장, 수영장 등의 운동 시설이 추가되면서 "청년을 위한 외원"이라는 성격을 강화하였다. 이 근로 봉사 활동을 기념하여, 황태자 히로히토 친왕(훗날 쇼와 천황)이 청년단의 공로를 칭찬하였다. 이를 기리기 위해 청년단의 기부로 신궁 부지 인근에 일본 청년관(日本青年館)이 건설되었다. 1922년(다이쇼 11년) 말 기준으로, 근로 봉사에 참여한 인원은 10만 명을 초과하였다. 이는 국민 참여를 기반으로 한 신궁 건설의 대표적 사례로 남았다.

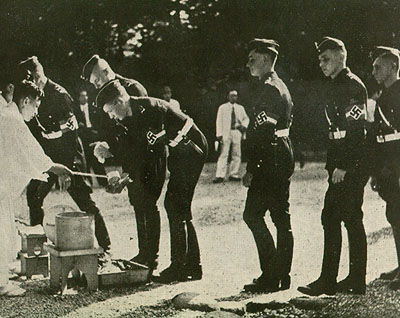
1938년, 당시 일본의 동맹국이었던 독일의 히틀러 청소년단이 일본을 방문하여 메이지 신궁을 참배하고 있다.

메이지 신궁의 진좌제(鎮座祭)는 1920년(다이쇼 9년) 11월 1일에 거행되었으며, 이 날이 메이지 신궁의 공식적인 창건일로 간주된다. 장전장(掌典長) 구조 미치자네(가 천황의 칙사를 대신하여 신체(御霊代, 미타마시로)를 봉안하였다. 정오에 일반인 참배가 허용되었으며, 총 50만 명 이상이 참배하였다. 그러나 참배자가 몰려 혼란이 발생하면서 신부(神符)와 수호 부적(守札)의 배부가 중단되었다. 이때 38명의 사상자가 발생하기도 하였다. 다음 날인 11월 2일에는 다이쇼 천황의 대리로 황태자 히로히토 친왕이 참배하였다. 초대 궁사로는 공작 이치조 사네테루가 임명되었다.
메이지 신궁 외원(外苑)의 중심 시설인 쇼토쿠기념회화관(聖徳記念絵画館)은 1926년(다이쇼 15년) 10월에 완공되었으며, 이 시점에 외원의 봉헌식이 회화관에서 거행되었다. 그러나 개장 당시 전시된 회화는 보유 작품 80점 중 5점에 불과했으며, 모든 작품이 완성된 것은 1936년(쇼와 11년) 4월이었다.

### 전쟁 피해와 메이지 신궁의 복구 과정
태평양 전쟁 말기, 도쿄 공습이 잇따르면서 메이지 신궁 본전 옆에 보물고(사실상의 방공호)를 설치해 신체(미타마시로)를 이곳으로 이전하였다. 1945년(쇼와 20년) 4월 13일 심야 공습 경보가 발령되었고, 다음 날 새벽 경내에도 소이탄이 투하되기 시작했다. 직무 중인 신직들은 화재를 막기 위해 애썼지만, "맹화 속에서 신체를 모시는 것은 두려움을 견딜 수 없다"며 신체를 보물고로 옮기는 결정을 내렸다. 신체가 보물고로 이동한 직후 본전은 화염에 휩싸였고, 아침까지 타오른 끝에 완전히 소실되었다. 본전 내 일부 신물은 구조되어 신체와 함께 보물고에 보관되었다.
16일에는 신체가 보물고로 되돌아갔고, 17일부터 일반 참배가 재개되었지만, 가설 사전이 없어 남신문(南神門)을 참배소로 사용하며 불탄 자리가 보이지 않도록 신문을 닫았다. 같은 달 29일 천장제(天長祭)에서는 조립식 천막을 임시 제단으로 사용했다. 5월 25일 두 번째 공습으로 메이지 신궁의 귀빈관과 부속 목욕탕, 외원의 쇼토쿠 회화관 일부, 야구장도 피해를 입었다. 이튿날까지 이어진 공격으로 칙사전, 재관, 사무소 등도 소실되었다.
1946년(쇼와 21년) 종교법인령이 개정되며 신사가 종교법인에 포함되었고, 메이지 신궁은 같은 해 5월 13일 종교법인령에 따른 규칙을 신고하였다. 1948년 9월 30일, 신사 본청의 통지에 따라 메이지 신궁이 별표 신사로 지정되었다. 1951년 10월 22일, 종교법인 메이지 신궁 규칙이 등록되며 종교법인 메이지 신궁이 공식적으로 설립되었다. 메이지 신궁에는 전통적인 의미의 씨신에 대한 '씨자'가 없었기 때문에 대신 신앙자 단체가 창설되었다.
1946년 5월 31일, 가설 사전이 완공되어 6일간 "가설 사전 천좌의 의식" 등이 열렸다. 1947년 5월 1일에는 제1회 숭경자 대회가 개최되었고, 가을 대제와 함께 "봄 대제"로 매년 열리게 되었다. 1952년 3월 31일, 외원이 접수 시설로 사용되었다가 일본의 독립 회복 직전에 반환되었고, 외원 운영 위원회가 설립되었다.
일본의 주권 회복 이후 메이지 신궁 복구에 대한 관심이 높아짐에 따라, 1953년 "메이지 신궁 복구 봉찬회"가 결성되었다. 복구 자금으로 총 6억 엔이 목표로 설정되었으며, 전 일본과 해외 일본인 사회에서도 기부 활동이 활발히 이루어졌다. 청년단의 근로 봉사 역시 복구 작업에 큰 기여를 했다. 새 본전 설계는 스나미 타카시가 맡았다. 전쟁 이전에는 중문이 본전과 참배소를 분리했으나, 전후에는 일반 대중과 제사를 더욱 가까이 두기 위해 중문을 제거하고, 내배전(内拝殿)을 새로 설치했다.
1955년(쇼와 30년) 4월 1일, 복구 작업을 전담하는 임시 조영부가 발족되었으며, 부장으로 스나미 타카시(角南隆)가 임명되었다. 최대 150명의 작업자가 전국에서 모집되었고, 작업을 위한 사무소, 공장, 기숙사 등이 보물전 인근에 마련되었다. 같은 해 6월 26일, 기후현 가모군 시치소무라의 국유림에서 목본제(木本祭)가 열렸으며, 첫 번째로 본전을 위한 재료가 벌목되었다. 이 목재는 9월 11일 도쿄로 운반되어 신주쿠역에서 보물전 옆의 저장소로 옮겨졌으며, 숭경회원, 보이스카우트, 스모 선수들이 직접 운반을 도왔다. 이러한 의식은 이세 신궁의 식년 천궁 외에는 거의 시행되지 않았으며, 도쿄에서 열린 것은 이번이 처음이었다.
구 본전 자리에는 임시 본전이 세워져 있었으나, 남쪽으로 수십 미터 옮겨지고 1956년(쇼와 31년) 4월 18일 지진제가 진행되었다. 이달 중, 복구 봉찬회의 명예 총재로 다카마쓰노미야 노부히토 친왕이 추대되었으며, 그 역시 지진제에 참석하였다. 이후, 보물전 옆 작업장에서 가공된 목재는 본전까지 새로 부설된 트롤리 선로를 통해 운반되었다. 1957년(쇼와 32년) 8월 24일에는 상량제가 열렸다.
복구 작업은 이후 본전 지붕 공사와 내부 장식물 설치 작업으로 이어졌다. 기존 본전은 히와다부키(檜皮葺, 삼나무 껍질 지붕)였으나, 새 본전은 동판(銅板) 지붕으로 변경되었다. 동판과 금속 부품의 비용은 봉찬회의 주도로 기부 운동을 통해 충당되었고, 당시의 하토야마 이치로 내각의 모든 각료가 동판을 기부했다. 금속 부품 설치 작업은 신체 천좌제(遷座祭)가 열리는 당일 아침에 완료되었다.
1958년(쇼와 33년) 10월 31일 밤, 임시 본전에서 새 본전으로 신체를 옮기는 천좌의 의식이 열렸다. 이 의식에는 무로마치 다카후지(室町公藤) 장전, 명예 총재 다카마쓰노미야, 메이지 천황의 황녀로 생존해 있던 기타시라카와 후사코, 히가시쿠니 도시코 등이 참석하였다. 11월 4일에는 쇼와 천황이 새 본전을 참배하였으며, 14일까지 도쿄 전역에서 축하 행사가 이어졌다.

### 재건 후
1966년(쇼와 41년) 7월 22일, 메이지 신궁의 대도리이가 낙뢰로 인해 손상되었다. 이에 따라 1975년(쇼와 50년) 12월 23일, 새로운 도리이가 건립되었다. 초대 도리이는 대만 아리산(阿里山)에서 벌목된 수령 1200년 이상의 삼나무를 사용했으며, 2대 도리이 역시 아리산 연봉의 단대산(丹大山)에서 발견된 수령 1500년 이상의 삼나무로 제작되었다. 낙뢰로 손상된 도리이는 다음 해 히카와 신사의 제2도리이로 이전되었다. 또한 초대 동옥원 도리이(東玉垣鳥居)와 서옥원 도리이(西玉垣鳥居)는 1966년에 후쿠시마시의 이나리 신사로 이전되었다.

2004년(헤이세이 16년) 4월 27일, 임시 이사회에서 메이지 신궁과 신사 본청 간의 피포괄 관계를 해소하고, 이에 따른 종교법인 규칙 변경을 논의하였다. 같은 해 8월 6일, 피포괄 관계 해소에 따른 봉고식(奉告式)이 거행되었으며, 이로써 메이지 신궁은 단립 종교법인으로 전환되었다.

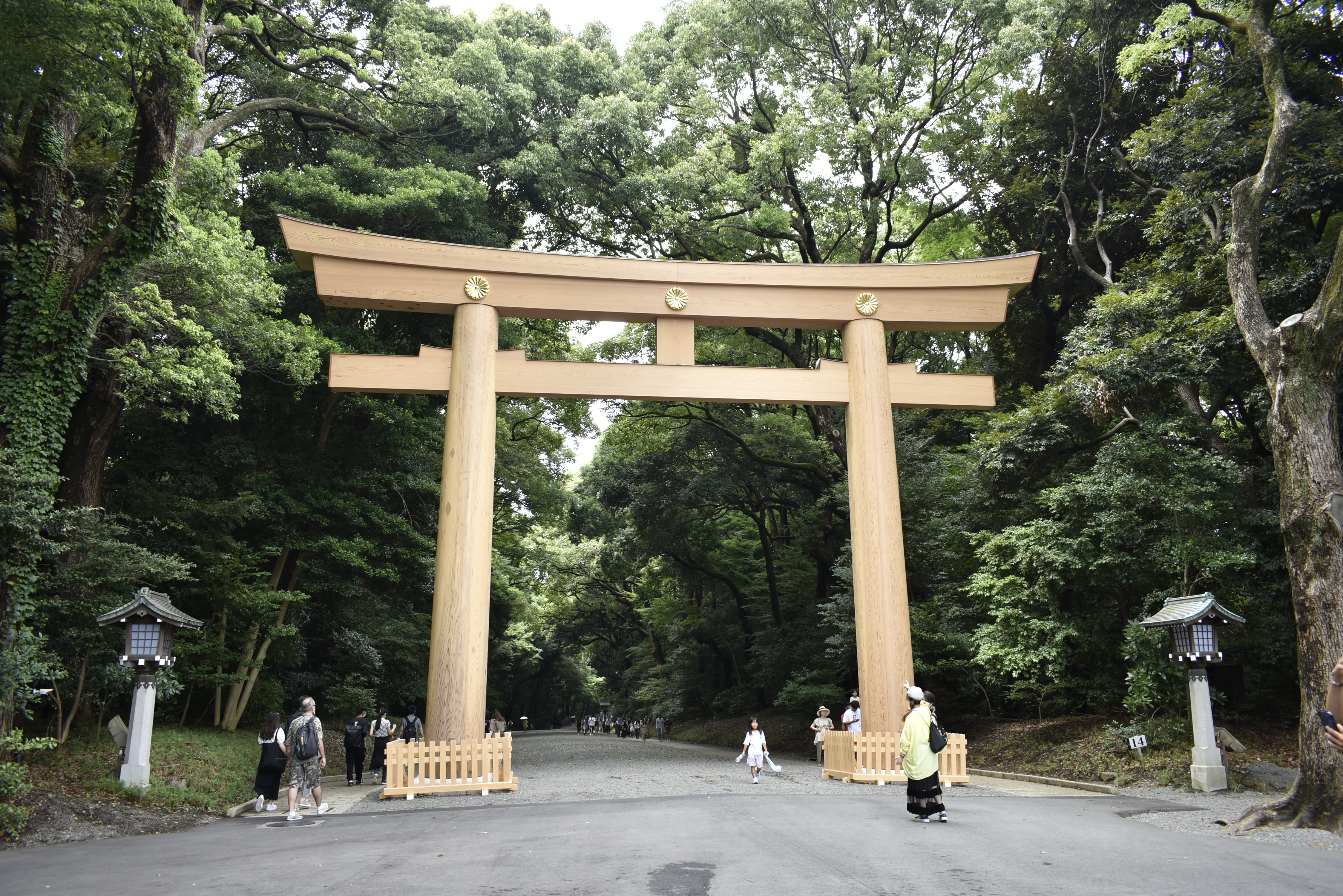
새롭게 세워진 남쪽 참배길 제1도리이

2008년(헤이세이 20년) 10월 26일부터 11월 1일까지, 메이지 신궁 본전 복구 50주년을 기념하여 특별 라이트업 행사인 "아카리움"이 거행되었다.
2010년(헤이세이 22년) 8월 5일, 메이지 신궁은 신사 본청과의 피포괄 관계 설정을 허가받기 위해 신청서를 제출하였고, 8월 23일 신사 본청의 승인을 받았다. 같은 해 10월 13일, 도쿄도로부터 피포괄 관계 재설정이 정식으로 인가되었으며, 이에 따라 종교법인 규칙이 변경되었다.
2020년(레이와 2년), 메이지 신궁은 진좌 100주년을 맞이하였다. 이 시점에서 경내에 위치한 여덟 개의 도리이 중 창건 당시부터 남아 있던 유일한 남참도 제1 도리이가 노후화되었기에 재건이 결정되었다. 새 도리이는 요시노 삼나무(吉野杉)로 제작되었으며, 2022년(레이와 4년)에 공개되었다.

## 신사 참배
일본 3대 신사는 나고야 아쓰타 신궁, 미에현 이세 신궁, 미야지키 우사 신궁이다. 미에현 이세 신궁이 5500만 평방미터, 도쿄 메이지 신궁이 70만 평방미터이다. 그러나, 외국 정상이 신사 참배만을 위해 오사카까지 갔다 오기에는 일정상 무리가 있다.
2002년 2월 18일 조지 W. 부시 미국 대통령이 메이지 신궁을 참배했다. 원래 야스쿠니 신사 참배를 검토했으나, 주변국의 반발을 우려, 메이지 신궁으로 정했다.
2014년 4월 24일 버락 오바마 미국 대통령이 일본 3대 신사 중의 하나인 도쿄 메이지 신궁을 참배했다. 18년 만에 미국 대통령의 일본 국빈 방문이다. 메이지 신궁에는 존 F. 케네디 대통령의 딸이자 오바마 대선본부장을 지낸 일본 주재 미국 대사인 캐롤라인 케네디와 그 남편 에드윈 슐로스버그가 동행했다. 지미 카터, 로널드 레이건 대통령도 참배한 곳이다.

## 같이 보기
- 신궁 (신토)
- 메이지 진구 야구장

### 내용주
1. ↑  원래 "종교(宗教)"라는 용어는 기독교와 같이 신학에 의해 교리가 체계적으로 정립된 종파를 가리키는 것으로 여겨졌다. 그러나 애니미즘의 흔적을 강하게 간직하고 있으며, 체계화된 교리가 존재하지 않는 신도가 "종교"에 포함될 수 있는지에 대해서는 메이지 후기까지도 의문시되었다.[3]。
2. ↑  이세 신궁에는 내궁과 외궁이 구분되어 있으며, 메이지 신궁도 이를 본뜬 것으로 보인다. 다만, 이세 신궁의 외궁은 도요우케 다이진구(豊受大神宮)를 비롯한 다수의 사전(社殿)으로 구성되어 있어 순수한 공원으로 여겨지지 않는다. 이후 고쿄와 가시하라 신궁에서도 "외원(外苑)"의 정비가 이루어지게 되었다.
3. ↑  다만, 예외적으로 진무 천황은 가시하라 신궁과 미야자키 신궁에서 함께 모셔지고 있으며, 오진 천황을 주제신으로 하는 하치만 신사는 유서 깊은 신사가 다수 존재하였기 때문에 복수로 열격(列格)되어 있다.[6]。
4. ↑  신궁의 진좌지(鎮座地)로 약 절반에 해당하는 200만 엔이 할당된 도쿄는 목표 달성률이 가장 낮았으나, 그래도 106.5%를 기록하였다.

### 참조주
1. ↑  東京ふる里文庫11 東京にふる里をつくる会編『渋谷区の歴史』（名著出版、昭和53年9月30日発行）pp.206-211
2. ↑  山口, 32–33쪽.
3. ↑  山口, 59–60쪽.
4. ↑  山口, 80–84쪽.
5. ↑  山口, 74, 86–88쪽.
6. ↑  山口, 107–108쪽.
7. ↑  山口, 106–107쪽.
8. ↑  山口, 120–121쪽.
9. ↑  山口, 136–140쪽.
10. ↑  山口, 140–142쪽.
11. ↑  “年表 | 大正2（1913）年8月”. 《明治神宮 歴史データベース》. 2020년 10월 12일에 확인함.
12. ↑  “年表 | 大正2（1913）年11月”. 《明治神宮 歴史データベース》. 2020년 10월 12일에 확인함.
13. ↑  山口, 146–150쪽.
14. ↑  山口, 151–152쪽.
15. ↑  山口, 158–161쪽.
16. ↑  山口, 180–181쪽.
17. ↑  『官報』1915年5月1日 内務省告示第30号「明治神宮社殿創立官幣大社ニ列セラルヽ旨仰出」NDLJP:{{{1}}}
18. ↑  『官報』1915年5月1日 勅令第58号「神社奉祀調査会官制廃止」NDLJP:{{{1}}}
19. ↑  『官報』1915年5月1日 勅令第57号「明治神宮造営局官制」NDLJP:{{{1}}}
20. ↑  山口, 180–187쪽.
21. ↑  “絞り込み検索（地鎮祭）”. 《明治神宮 歴史データベース》. 2020년 10월 12일에 확인함.
22. ↑  山口, 190–193쪽.
23. ↑  明治神宮とは 明治神宮公式サイト（2022年7月6日閲覧）
24. 1 2  “年表 | 大正9（1920）年11月”. 《明治神宮 歴史データベース》. 2020년 10월 12일에 확인함.
25. ↑  山口, 189–190쪽.
26. ↑  下川耿史『環境史年表 明治・大正編(1868-1926)』（河出書房新社 2003年11月30日刊）p.339 일본 전국 서지 번호 : 20522067
27. ↑  “年表 | 大正9（1920）年10月”. 《明治神宮 歴史データベース》. 2020년 10월 12일에 확인함.
28. ↑  “年表 | 大正15（1926）年10月”. 《明治神宮 歴史データベース》. 2020년 10월 12일에 확인함.
29. ↑  “年表 | 昭和11（1936）年4月”. 《明治神宮 歴史データベース》. 2020년 10월 12일에 확인함.
30. ↑  今泉 2008, 6–8쪽.
31. ↑  今泉 2008, 10–11쪽.
32. ↑  “年表 | 昭和20（1945）年5月”. 《明治神宮 歴史データベース》. 2020년 10월 12일에 확인함.
33. 1 2  “絞り込み検索（宗教法人）”. 《明治神宮 歴史データベース》. 2020년 10월 12일에 확인함.
34. ↑  “年表 | 昭和23（1948）年9月”. 《明治神宮 歴史データベース》. 2020년 10월 12일에 확인함.
35. ↑  今泉 2008, 27–30쪽.
36. ↑  今泉 2008, 57–59쪽.
37. ↑  今泉 2008, 66–77쪽.
38. ↑  今泉 2008, 99쪽.
39. ↑  明治神宮Q&A：Q12 明治神宮の大鳥居は日本一ですか？明治神宮公式サイト（2020年10月12日閲覧）
40. ↑  “年表 | 平成16（2004）年4月”. 《明治神宮 歴史データベース》. 2020년 10월 12일에 확인함.
41. ↑  “年表 | 平成16（2004）年8月”. 《明治神宮 歴史データベース》. 2020년 10월 12일에 확인함.
42. ↑  “明治神宮 神社本庁離脱 外山宮司 神社私物化か”. 《國民新聞》. 2004년 7월 5일. 2010년 1월 8일에 원본 문서에서 보존된 문서. 2010년 2월 28일에 확인함.
43. ↑  “明治神宮御社殿復興50年記念奉祝事業実行委員会【御協賛のお願い】”. 2008年8月2日에 원본 문서에서 보존된 문서. 2008年11月1日에 확인함.
44. ↑  “年表 | 平成22（2010）年8月”. 《明治神宮 歴史データベース》. 2020년 10월 12일에 확인함.
45. ↑  “年表 | 平成22（2010）年10月”. 《明治神宮 歴史データベース》. 2020년 10월 12일에 확인함.
46. ↑  「明治神宮 新たな鳥居完成」『毎日新聞』朝刊2022年7月5日（東京面）同日閲覧
47. ↑  "부시 2002년 방일시 야스쿠니 참배 검토" 연합뉴스 2006-04-26

## 참고 문헌
- 『明治神宮造営誌』内務省神社局、1930年。（国立国会図書館デジタルコレクション）
- 山田米吉編『明治神宮壁画史』日本図書刊行会、1931年（国立国会図書館デジタルコレクション）
- 『明治神宮外苑志』明治神宮奉賛会、1937年（国立国会図書館デジタルコレクション）
- 『明治神宮五十年誌』明治神宮、1979年。
- 明治神宮社務所 編『「明治神宮の森」の秘密』小学館文庫、1999年。 ISBN 4-09-411251-0
- 『神園』明治神宮国際神道文化研究所。ISSN 1883-2725
- "KAMIZONO"Journal of Meiji Jingu Research Institute. ISSN 1883-2725
- 内山正雄、蓑茂寿太郎『代々木の森』郷学舎、1981年
- 越澤明『東京都市計画物語』ちくま学芸文庫、2001年。ISBN 4-480-08618-8
- 「明治神宮鎮座90周年連続セミナー 明治神宮の創建に尽くした人々 プロフェショナルたちの群像」『神園』第4号、99-123頁、明治神宮国際神道文化研究所、2010年11月。ISSN 1883-2725
- 『鎮座百年記念 第二次明治神宮境内総合調査報告書』（鎮座百年記念 第二次明治神宮境内総合調査委員会編、明治神宮社務所、2013年9月30日発行）510頁
- 今泉宜子 (2013년 2월). 《明治神宮「伝統」を創った大プロジェクト》. 新潮選書. 新潮社. ISBN 978-4-10-603723-8.
- 今泉宜子 編 (2008년 10월). 《明治神宮 戦後復興の軌跡》. 明治神宮社務所発行、鹿島出版会. ISBN 978-4-306-08520-6.
- 山口輝臣 (2005년 2월). 《明治神宮の出現》. 歴史文化ライブラリー. 吉川弘文館. ISBN 4-642-05585-1.
- 藤岡洋保「明治神宮社殿の建築史的価値」『月刊文化財』687、第一法規、2021年
- 文化庁文化財第二課「新指定の文化財」『月刊文化財』687、第一法規、2021年